# Soni (Nara)
Soni (Japans: 曽爾村, Soni-mura) is een dorp in het district Uda, in de Japanse prefectuur Nara. Het dorp heeft een oppervlakte van 47,84 km². Op 1 juli 2017 telde het 1.515 inwoners.
Soni wordt gerekend tot De mooiste dorpen van Japan.